# Kinderen voor Kinderen
Kinderen voor Kinderen is een kinderkoor van de Nederlandse omroep BNNVARA (voorheen: VARA), dat sinds 1980 jaarlijks een album uitbrengt met nieuwe kinderliedjes. Deze liedjes worden tevens in oktober/november, en sinds 2022 in januari van het navolgende jaar, door de BNNVARA op tv gepresenteerd in een op het album gebaseerde tv-show en sinds 2012 als een liveconcert, dat door de BNNVARA wordt uitgezonden. Van een aantal shows zijn dvd's uitgebracht.

## Geschiedenis
Het idee van een kinderkoor was al aanwezig in 1948 met De Jonge Flierefluiters. In 1973 werd het koor opgeheven en er was toentertijd bij de VARA geen alternatief. In 1978 werd de omroep door Mike Burstyn geattendeerd op een Israëlisch kindersongfestival dat daar al acht jaar op tv te zien was. Het bleek te gaan om een festival waarin kinderliedjes werden gezongen met thema's die aangedragen werden door kinderen. Het festival was een groot succes, mede doordat kijkers mochten stemmen op hun favoriet en er jaarlijks 100.000 lp's verkocht werden. Dit festival ging als basis dienen voor het Nederlandse kindersongfestival.
In 1978 besloot programmamaakster Flory Anstadt, nadat ze gegrepen was door het Israëlische programma, om een kinderkoor op te richten. Ze had al eerder in het kinderspelprogramma ’t Spant erom kinderen aan het zingen gekregen. De VARA weifelde eerst, maar zag er potentie in om met het kinderzangkoor de VARA-speelgoedactie op weg te helpen en om geld in te zamelen voor de speelgoedactie. De VARA-speelgoedactie was een project waarmee speelgoed gekocht werd voor kinderen in ziekenhuizen en in de derde wereld. In 1979 werd Kinderen voor Kinderen geboren met een oproep aan alle Nederlandse basisscholen om kinderen uit de hoogste klassen onderwerpen voor liedjes te laten aandragen. Verschillende onderwerpen kwamen meerdere keren terug waaronder eenzaamheid, verliefdheid, beugels en jeugdpuistjes, onrecht, oorlog, echtscheiding en discriminatie. Tekstschrijvers zoals Willem Wilmink, Jack Gadellaa, Jan Boerstoel en Herman Pieter de Boer en componisten zoals Henk Westrus, Harry Bannink, Joop Stokkermans en Tonny Eyk maakten met deze onderwerpen de allereerste liedjes voor het koor. De herkenningstune werd geschreven door Jack Gadellaa (tekst) en Henk Westrus (muziek). Het koor trad op 5 december 1980 op televisie voor het eerst op en bracht kort daarna een album uit met liedjes, gezongen door kinderen tussen de 8 en 12 jaar. Het koor was een succes. Het verkoopalbum met de single Ik heb zo waanzinnig gedroomd, stond negentien weken lang hoog op de verkooplijsten. Daarop werd er besloten om voortaan ieder jaar in november een album uit te brengen. De producenten twijfelden echter wel eerst of de problematiek een nadruk kon krijgen in een kinderkoor. Echter in het openingslied klonk er een toon die gedurende tien jaar steeds sterker werd. Na de eerste editie in 1980, werden tekstschrijvers als Ivo de Wijs, Hans Dorrestijn en Gerrit den Braber toegevoegd. Vanaf midden jaren 80 werden bijdragen geleverd door onder meer Henk Westbroek en Henk Temming, Robert Long, Hans van Hemert, Jules de Corte, producersduo Fluitsma & Van Tijn en Tjeerd Oosterhuis.
Bij de presentatie op televisie van de delen 1 t/m 5 werden alle liedjes live vanuit theater 't Spant in Bussum gezongen, op deel 6 t/m 15 werd een andere formule toegepast, waarbij alle liedjes werden opgevoerd binnen één bepaalde context, die daardoor veel van een musical weg had. De televisie-uitzendingen van deze edities werden in de studio in Hilversum of op locatie opgenomen.
Vanaf deel 16 worden de liedjes weer op de oorspronkelijke manier gepresenteerd, met uitzondering van deel 19, dat weer in een verhaalvorm was gegoten. De show werd hierbij elk jaar vanuit een ander theater uitgezonden. In 2012 heet de tv-presentatie Kinderen voor Kinderen Live in Concert en vanaf 2013 Kinderen voor Kinderen de Grote Show. De opnames hiervan werden tot 2019 jaarlijks in oktober gemaakt in een theater in Nederland. Kaarten voor het bijwonen van deze opnames waren verkrijgbaar via de site van Kinderen voor Kinderen. Tijdens dit concert vindt ook de Sing-a-long plaats waarbij het publiek en de kijkers thuis kunnen meezingen met een aantal bekende Kinderen voor Kinderen-liedjes. In jubileumjaren werd groter uitgepakt met een grote show op een eveneens grote locatie, zoals een voetbalstadion of een grote evenementenhal. De delen 41 en 42, in 2020 en 2021 werden weer in verhaalvorm gegoten vanwege de coronapandemie die in 2020 uitbrak, met als gevolg dat de liedjes van deze twee delen zonder publiek moesten worden gepresenteerd. Bij de eindshow van de editie van 2021, opgenomen bij Radio Kootwijk, was echter wel wat publiek aanwezig, voornamelijk gevormd door de ouders van alle kinderen. De show wordt jaarlijks op de  eerste of tweede zaterdag van november uitgezonden en een week later, voorafgaand aan de intocht van Sinterklaas herhaald. Vanaf deel 43 wordt het album echter niet meer op tv gepresenteerd in november van het jaar waarin het uitkomt, maar in de maand januari van het daarop volgende jaar, tijdens het jaarlijkse Kerstvakantieconcert in AFAS Live. Dit Kerstvakantieconcert vindt in de eerste week van januari plaats. Dit wordt dan opgenomen en op de tweede of derde zaterdag van deze maand uitgezonden als Grote Show. Het gevolg hiervan is dat er in 2022 voor het eerst in de geschiedenis van Kinderen voor Kinderen geen tv-presentatie was van het album. In 2024 keerde hierbij ook de Sing-a-Long na een afwezigheid van drie jaar terug. Deel 44 wordt echter niet op een zaterdag in januari, maar op de eerste zatardag van februari van 2025 op tv uitgezonden.
In 1991 werd de speelgoedactie afgeschaft. Slechts de naam van het kinderkoor herinnert nog aan het oorspronkelijke doel. Ook de standaardtekst van de tune uit 1980 van Jack Gadellaa, die oorspronkelijk over de ongelijke verdeling van de welvaart tussen het noordelijk en het zuidelijk halfrond ging (Een kind onder de evenaar is meestal maar een bedelaar), is inmiddels meerdere malen gewijzigd. Veel van de thema's uit de eerste delen van KvK zijn later hergebruikt.
Het koor heeft 25 jaar onder leiding gestaan van dirigent Majel Lustenhouwer, die voor deze prestatie in 2006 tot ridder in de Orde van Oranje-Nassau werd benoemd. Hij werd in 2005 opgevolgd door Babette Labeij. Zij werd in 2010 vervangen door Jorge Verkroost, die in 2016 werd opgevolgd door Michiel Rozendal.
De muzikale begeleiding zowel voor de opnames als voor de liveshows stond in de beginjaren onder leiding van Henk Westrus. Daarnaast heeft hij de muziek van verschillende nummers in deze jaren geschreven. De bekendste daarvan is de titelsong Kinderen voor Kinderen. De tekst daarbij werd geschreven door Jack Gadellaa. Sinds 2005 is de tekst van de tune verwerkt door Anne-Marie Verbaan.
Oorspronkelijk was het de bedoeling dat de deelnemende kinderen uit het heel Nederland kwamen. Echter bleek dit praktisch niet uitvoerbaar door de hoge reiskosten en regelgeving omtrent kinderarbeid, waardoor de kinderen per week maar een beperkt aantal uren mochten repeteren en daar ook nog eens de reistijd van en naar Hilversum bij moesten rekenen. Daarom werd voor de eerste editie op het laatste moment besloten dat kinderen die als zangers werden geworven op beperkte afstand van de opnamestudio's moesten wonen, veelal werden hiervoor kinderen van omroepmedewerkers en hun vriendjes uitgekozen. Dit leidde ertoe dat de liedjes werden gezongen met de typische Gooise uitspraak van de letter r. Deze r wordt voor medeklinkers en aan het eind van een woord niet gerold. Kritiek op dit accent beantwoordde het koor zelf met het liedje Herbergier Gerstebier.
Sinds een aantal jaren komen de kinderen weer uit het hele land, en krijgen de kinderen spraakoefeningen om de "Gooise r" af te leren. Dat dit geen standaard is bewijst het themanummer Klaar voor de start uit 2013. De drie r-hebbende woorden uit de titel komen hier veelvuldig in voor, en een van de deelnemende zangeresjes heeft een onvervalste Gooise r.
In 2010 werd voor het eerst een Kinderen voor Kinderen-lied in het Engels opgenomen.
Sinds 2012 wordt de titel van het nieuwste album gekoppeld aan de Kinderboekenweek. Ook de leadsingle draagt deze naam. Het album wordt sindsdien ook tijdens de Kinderboekenweek uitgebracht en verschijnt derhalve al in oktober in plaats van in november en de laatste jaren zelfs al in september. Daarnaast wordt sinds 2013 elk jaar in maart een sportliedje gelanceerd dat landelijk wordt gebruikt als soundtrack van de Koningsspelen van dat jaar op de laatste vrijdag voor Koningsdag, m.u.v. 2020, toen waren er geen Koningsspelen vanwege de coronapandemie die dat jaar uitbrak. In dat jaar werd als alternatief een Koningsspelen Medley uitgebracht met fragmenten uit de eerdere sportliedjes.
In 2014 bestond Kinderen voor Kinderen 35 jaar. In dit jubileumjaar waren er twee tv-programma's, de musical Waanzinnig gedroomd en op 12 oktober een show in Carré.
Van 2015 tot 2021 werd in de aanloop naar de grote Kinderen voor Kinderen-show in november een kijkje achter de schermen genomen. Kijkers kunnen in een speciaal programma, dat elke zaterdag wordt uitgezonden op NPO Zapp, zien hoe deze show werd voorbereid en hoe het album werd opgenomen.
Op 14 juni 2024 werd Kinderen voor Kinderen NXT aangekondigd. Dat is een groep koorverlaters die muziek gaat maken voor een iets oudere doelgroep dan kinderen voor kinderen. In NXT zitten twaalf jongens en meiden die eerder in het Kinderen voor Kinderenkoor zaten. Ze brachten meteen hun eerste nummer ‘Superkacht’ uit in samenwerking met Armin van Buuren.
Flory Anstadt, de bedenker van het programma, overleed op 21 oktober 2024 op 95-jarige leeftijd.

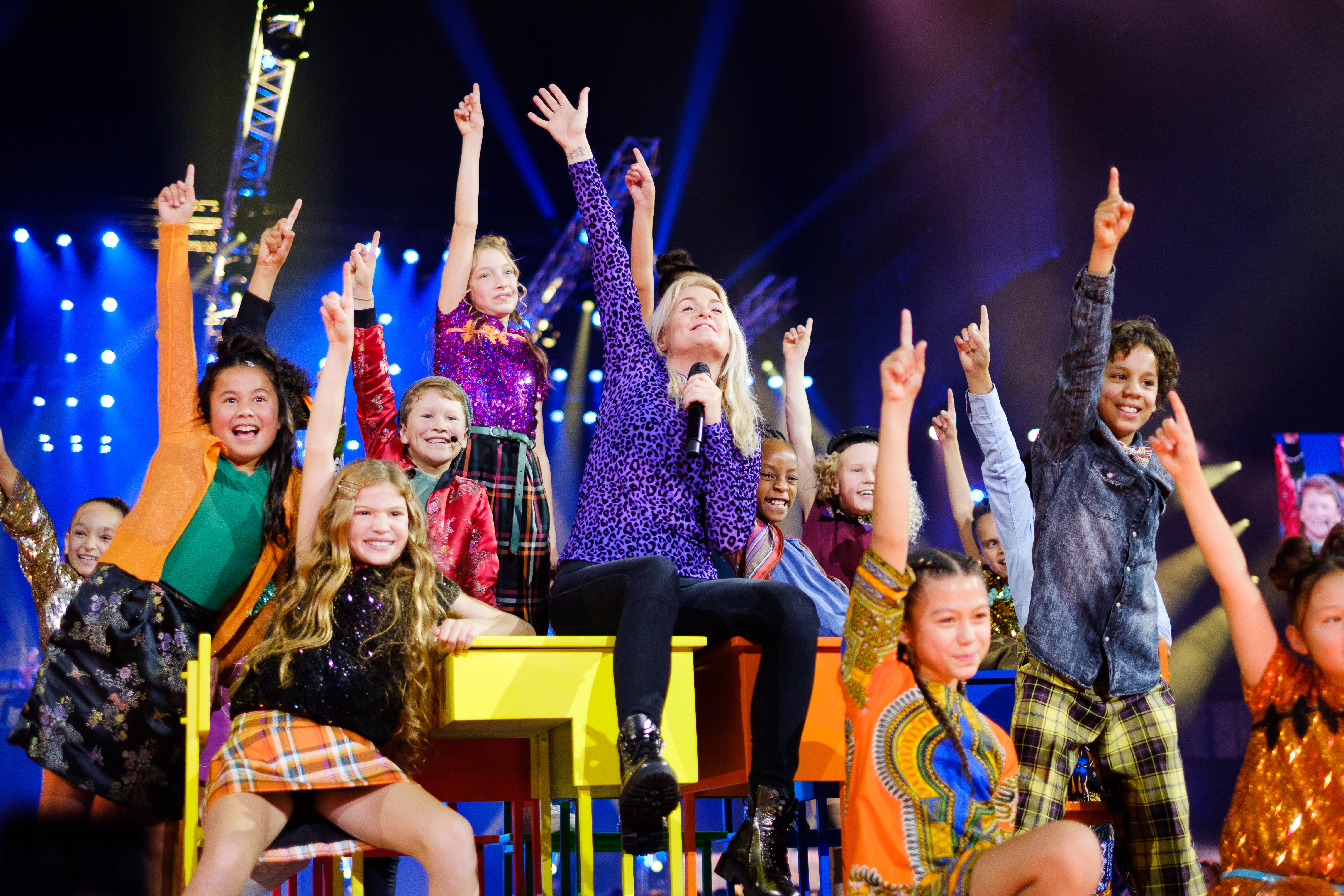
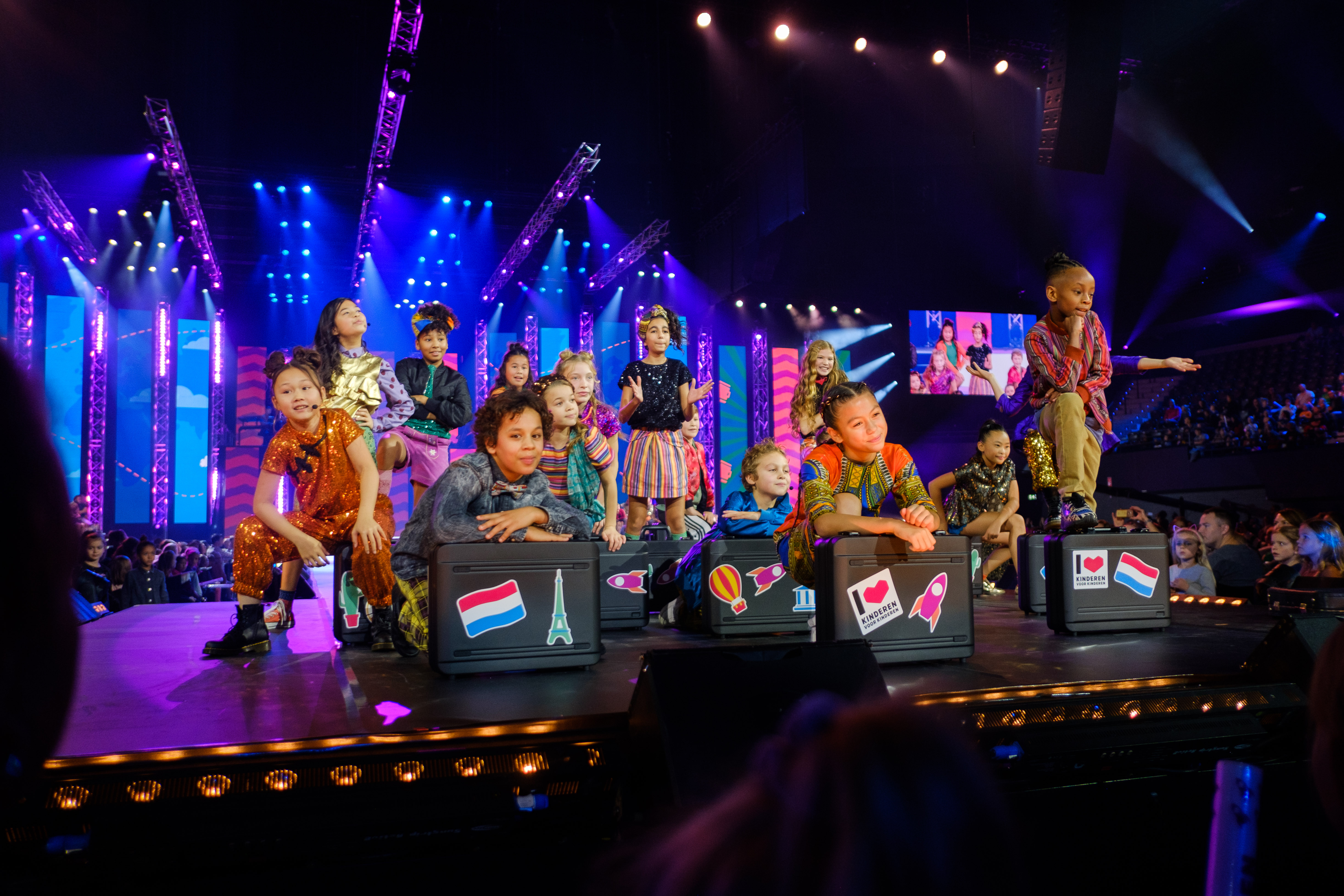
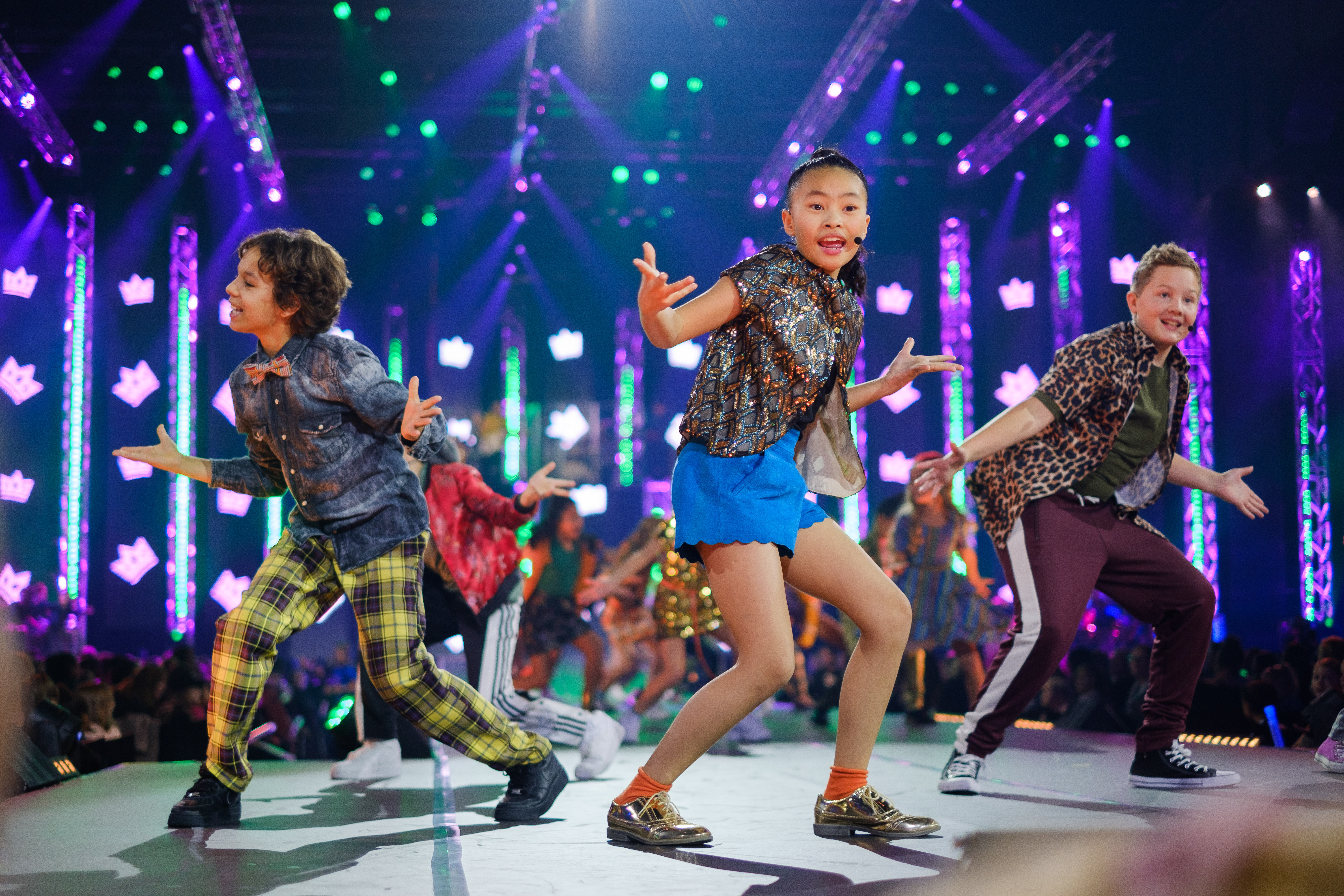

## Afgeleide wedstrijden en tv-programma's
In 2012 en 2013 werd vanaf begin oktober de Kinderen voor Kinderen Juf & Meester Battle georganiseerd. Hierin streden acht meesters en juffen van scholen uit het hele land in vijf afleveringen om een optreden tijdens het concert van Kinderen voor Kinderen in november.

### Kinderen voor Kinderen Festival
Tussen 1989 en 1992 werd het Kinderen voor Kinderen Festival georganiseerd als samenwerking tussen de VARA en BRT. Dit was een wedstrijd tussen Vlaamse en Nederlandse kinderkoren die werd uitgezonden in de laatste weken voor de tv-presentatie van de nieuwe liedjes van Kinderen voor Kinderen.

### Kinderen voor Kinderen Songfestival
Tussen 1993 en 2013 was er het Kinderen voor Kinderen Songfestival, een liedjeswedstrijd waarbij kinderen liedjes van Kinderen voor Kinderen zingen. Het bestond uit provinciale voorrondes en een landelijke finale die live op tv uitgezonden werd. Hierin traden de twaalf winnaars van alle provincies op. De winnaar van deze landelijke finale mocht optreden tijdens het concert van Kinderen voor Kinderen in november. Het Kinderen voor Kinderen Songfestival hield in april 2013 op te bestaan.

## Terugkerende thema's
De ideeën voor de liedjes worden in het algemeen aangedragen door kinderen die een brief schrijven. Bekende tekstschrijvers maken aan de hand hiervan een liedje. Enkele tekstschrijvers/componisten zijn: Harry Bannink, Willem Wilmink, Herman Pieter de Boer, Jan Boerstoel, Claudia de Breij, Tonny Eyk, Fluitsma & Van Tijn, Jack Gadellaa, Hans van Hemert, Harrie Jekkers, Fred Jenner, Lenny Kuhr, Robert Long, Thijs de Melker, Paula Patricio, Henk Temming, Henk Westbroek en Ivo de Wijs.
De liedjes van Kinderen voor Kinderen hebben veel verschillende thema's. Thema's die vaak terugkomen zijn:
- Onrecht
  - Als de lichtjes doven
  - Als ik de baas zou zijn van het journaal
  - Recht van spreken
  - Zilvermijn
- Dood
  - Naaste
  - Mijn laatste oma
  - De Lek
  - Mijn vader is een ster
  - Het leven duurt een leven lang
  - Anders dan je denkt
  - Mama (waar ben je nou?)
  - Opa's laatste feestje
  - Dat was papa
  - Dier
  - Alleen
  - Frederieke
  - Boris
- Eenzaamheid
  - Mijn boom
  - Kom je strakjes bij me spelen
  - Annemiek
  - Mama doet de moedermavo
  - Onzichtbaar
  - 2001
  - Lege plekken in de klas
  - Poster
  - Zes weken zonder jou
  - Ineens is alles anders
- Verveling
  - Zondagmiddag
  - Sleutelkind
  - Verkleden
  - 100 hobby's (gezongen door Paul de Leeuw)
  - Saaie zondag
  - Ineens is alles anders
- Verliefdheid
  - Rikkie
  - Ik ben verliefd
  - Dikke vrienden
  - Frisse knul
  - Vakantieliefde
  - Verliefdheid is rampzalig
  - Verliefd op de meester
  - Vuur en vlam
  - Gewoon te gewoon
  - Strooi kruimels
  - Roosmarijn
  - Alles
  - Smoorverliefd
  - Voorlopig niet verliefd
  - Verliefd op een paard
  - Zusje van mijn zus
  - Liefdesverdriet
  - Tovenaar
  - Mijn Valentijn
  - Echt niet verliefd
  - Liefdeskriebels
- Vriendschap
  - Dikke vrienden
  - Joris en Jan
  - Wij zijn kwaad
  - Mijn beste vriend
  - Ruzie
  - Wij zijn vriendinnen
- Pesten
  - Beugelbekkie/pestbril
  - De pest aan pesten
  - LOM-kind
  - Rik
  - De kerstezel
  - Ha ha ha je vader
  - Jongen op ballet
  - Bruin
  - Herbergier gerstebier
  - Bang voor de bal
  - Pesten is geen spelletje
  - Ik zeg maar liever niets
  - Nooit meer naar school
  - Ik ben wie ik ben
  - Hou eens op met dat gepest
  - Leef met elkaar
  - Als je wordt gepest
- Asociaal gedrag
  - Iedereen gaat voor z'n beurt
  - Anti-autolied
  - Allemaal kabaal
  - Buiten is het erger
  - Stoer of stom
- Hygiëne
  - Frisse knul
  - Ik zeg maar liever niets
  - Gadverdamme
- Echtscheiding
  - Fotoalbum
  - Hij
  - Vier ouders
  - Mijlenver
  - Mama is morgen van mij
  - Twee Dromen
  - mijn hele leven
- Oorlog
  - Als de lichtjes doven
  - Geen huis meer
  - Hé meneer de kerstman
- Generatieconflict
  - Vroeger
  - Zeuren
  - Naar de kapper
  - Uitslapen
  - Als de kat van huis is
  - Naar bed
  - Treuzeltechniek
  - Trammelant
  - Daar ben jij veel te jong voor
  - Sneu
  - Hartstikke fout
  - Vakantie in Italië
  - Ouders te koop
  - Vierkante ogen
  - Straf
  - Hé papa hé mama
  - Geef die pieper toch een zwieper
  - Vandaag even niet
  - Ruim je kamer op!
- Dieren
  - Ik en m'n beessie
  - Vaders allergie
  - Miepie
  - Sluit je aan (over vegetarisme)
  - Honden
  - Alles van paarden
  - Een tweedehands jas
  - Johnny mijn pony
  - Beestenboel
  - Ik wil een krokodil als huisdier
  - Domme domme dodo
  - Witte muizen
  - Elk dier
  - Kijk Joris nou
  - De natuur slaat terug
  - Ik wil een huisdier
  - Boris
  - Dierenvriend
  - Dierenfreak
  - "Red De Bij"
  - Help de walvis
- Reclame
  - Snoepverslaving
  - Hallekiedallekie
  - Wereld van de STER
- Evenementen
  - Als het circus komt
  - Kermis
  - Met carnaval
- Onderwijs
  - O, dat huiswerk
  - Brugklas
  - Mama doet de moedermavo
  - Op ons eiland
  - Kramp
  - Beter dan de rest
  - Brugsmurfblues
  - De tafel van dertien
  - Pretpakket
  - Hij wil niet meer naar school
  - Ha fijn een onvoldoende
  - Nix
  - Spreekbeurt
  - De laatste schooldag
  - Leren voor idool
  - Huiswerk
  - Nooit meer naar school
  - Favoriete meester
  - Citotoets
  - Nieuwe school
- Sport
  - Trim trim trim
  - Zwemziek
  - Bang voor de bal
  - Mijn oma
  - Lang leve de tegenstander
  - Klaar voor de start
  - Moet ik dan altijd een winnaar zijn?
  - Gympentic
  - Bewegen is gezond
  - Energie
  - Doe de Kanga
  - Hupsakee
  - Okido
  - Zwemdiploma abc
  - Fit top 10
- Opgroeien
  - Puberteitsballade
  - Bijna brugklas
  - Heb jij 't al
  - Schipperskind
  - Klein is fijn
  - Wat ik worden wil
  - Astronaut
  - Brugsmurfblues
  - Ze hebben het mis
  - Ik wil nog dit ik wil nog dat
  - Pretpakket
  - Net als opa
  - Volwassen
  - Tietenlied
  - Zeer hoog begaafd
  - Nix
  - De Wereld van mijn dromen
  - Nieuwe school
- Nostalgie
  - Schuilplaats
  - Teddybeer
  - Het land van vroeger
  - De laatste schooldag
- Escapisme
  - Hoekje
  - Ik heb zo waanzinnig gedroomd
  - Op een onbewoond eiland
  - Ik ben beroemd
  - Ik trek me terug op het toilet
  - Ik ben zo'n kind
  - De wereld van de STER
  - Onderweg
  - Ik wil een kangoeroe
  - Stipjes
  - Van Nederland tot Broadway
  - Rauw en primitief
  - Vandaag ben ik een vliegtuig
  - De wijde wereld
  - Gangsterdam
  - Droomhuis
  - Een gouden koets
  - Als een meeuw boven zee
- Eten
  - Kom eet je bi ba boe ba bord nou leeg
  - Dieet
  - Moeders wil is wet
  - Kip patat en appelmoes 
  - De achtertuin
  - Het hete eten
  - Bah
  - Morgen word ik vegetariër
  - Masterchef
  - Ik lust alles
  - Stiekem snoepen
  - kliekjesdag
- Verhuizen
  - Verhuizen
  - Mijn oude kamer
  - Hier ben ik dan
  - Dozen
  - Annemiek
- Geld
  - Geld is overbodig
  - Ik ben toch zeker Sinterklaas niet
  - Ouders te koop
  - Zakgeld (KvK 11)
  - Alles is te koop
  - Mijn eerste miljoen
  - Pretpakket
  - De euro
  - Kinderbijslag
  - Zakgeld (KvK 18)
  - Ik word miljonair
- Genderrol/genderidentiteit
  - Bang voor de Bal
  - Bombardon
  - Ik houd van Hard
  - Jongen op Ballet
  - Jongensdingen, Meidendingen
  - Jongensmeid
  - Joris en Jan
  - Make-Up
  - Twee vaders
  - Wat maakt het uit
  - Zij aan Zij
  - ZiggZagg
- Derde wereld
  - Kinderen voor Kinderen tune (1 t/m 13)
  - Als de lichtjes doven
  - Het land van vroeger
  - Ramons verjaardag
  - Baklava of rijstevla
  - Dansen
  - Morgen is een droom
  - Ben zo benieuwd
  - Hallo wereld
  - Als de wereld nou van mij is
  - Nooit meer kind
- Discriminatie
  - LOM-kind
  - Bruin
  - Gastarbeider
  - Twee vaders
  - Groen (liedje met een indirecte boodschap)
  - Kinderogen (KvK 40)
- Handicap
  - En ik
  - Dokter ik ben zo oliedom
  - Mijn broertje (over het syndroom van Down)
  - LOM-kind
  - Dement
  - Stuntelkampioen
  - Ik st-st-stotter
  - Twee linkse linkerhanden
  - Als niemand kijkt
  - Nare dingen allergie
  - Later zul je lachen
  - Klein & groot
  - Nep
  - Oma
  - Dyslectisch
  - Een doodgewone jongen met ADHD
  - Rock 'n' Rollstoel
  - Eén been op de stoep
- Intelligentie
  - Mijn broertje 
  - LOM-kind
  - Zeer hoog begaafd
- Ziekte
  - Ziek zijn
  - Hoe het was in het ziekenhuis
  - De Lek
  - Sorry
  - Ineens is alles anders
- Vergeetachtigheid
  - Ik heb het allemaal niet bij me
  - Ik ben altijd alles kwijt
  - Help ik weet niet waar m'n schoenen zijn
- Verlegenheid
  - Verlegenheid
  - Rode wangen
  - Ik ben zo'n kind
  - Was het maar weer morgen
  - Podiumbeest
- Vakantie
  - Lui zijn
  - Vakantie met de tent
  - Vakantieliefde
  - Vakantie in Italië
  - Stom hoor
  - De Kassieklap
  - Niet naar Ierland
  - Vandaag even niet
  - Zes weken zonder jou
  - Lekker op vakantie
  - Vakantie
  - "Reis Mee"
- Bijgeloof
  - Eén been op de stoep
  - Lariekoek en apekool
- Angst
  - Bang hoezo bang?
  - Tandarts
  - Spinnenkop
  - Zwemziek
  - Spinnen
  - Monster in de kast
  - De weg naar school
- Filosofie
  - Als iedereen hetzelfde was
  - Waarom hebben kippen geen gebitjes
  - Niemand weet alles
- BDD
  - Gewoon te gewoon
  - Jij bent goed zoals je bent
- Gemoedstoestand
  - Ochtendhumeur
  - Droeverig gevoel
  - Wakker met een wijsje
  - Beetje uit m'n doen
  - Ineens is alles anders
- Roken
  - Roken
  - De Lek
  - Stoppen
- Muziek
  - De drummer
  - Brief aan Ernst
  - Wat zingen wij
  - Meidengroep
  - Klassiek
  - De bombardon
  - De vlooienmars
  - Mijn gitaar
  - Drummen in een band
  - Het is een bongo
  - De bas
  - De coolste dj 
  - Roze gitaar
  - Ik wil in een band
  - Muziek laat je dromen
  - Ik hou van hard
  - Ik wil later rapper worden
  - Wereldband
- Kerst
  - Kerstmis
  - Als de lichtjes doven
  - De kerstezel
  - Hé, meneer de kerstman
  - Niets is cooler dan kerstmis
- Milieuactivisme
  - In de soep
  - Stop
  - De aarde wordt te warm
  - Hé jullie!
  - PowerCheck
  - Plastic soep
  - Zomertroep
- Culturele diversiteit en migratie
  - Baklava of rijstevla
  - Gastarbeider
  - Nou en?
  - Waarom moet ik gaan?
- Veranderde gezinssamenstelling
  - Sandwichkind
  - Vier ouders
  - De Lek
  - Mijlenver
  - Twee vaders
  - Mijn hele leven
- Toekomst
  - Ik word miljonair
  - Masterchef
  - Ik wil in een band
  - Ik wil later rapper worden
  - Worden wat je wil
- Kleding en uiterlijk
  - Wat moet ik nou weer aan
  - Mode
  - ’t Juiste merk
  - Hanenkam
  - Make-Up
  - Ik wil een tattoo
  - Kriebeltrui
  - Gympentic
- Gezondheid
  - Snoepverslaving
  - Kriebelkrabbel
  - Bewegen is gezond
  - Ineens is alles anders
- Feest
  - Feest
  - Elke dag jarig
  - Nu het feestje voorbij is

Het goede doel staat af en toe nog centraal bij Kinderen voor Kinderen, zoals in 2001 met de single Morgen is een droom en in begin 2005 werd de originele tune uit 1980 herschreven voor de slachtoffers van de tsunami in Azië. In de zomer van 2005 kwam er een single uit voor Novib genaamd Het begin van het einde. In 2008 werd er een liedje Wat kan ik doen geschreven speciaal voor War Child. En in 2009 werd het liedje Ouders gevraagd geschreven om aandacht te vragen voor pleegouders. In 2012 kwam de single Hallo wereld uit voor My Book Buddy, in samenwerking met de Kinderboekenweek. In 2013 kwam de single Klaar voor de start uit voor Right To Play, in 2014 was het Feest voor het Jeugd Cultuurfonds.

## Presentatie
| Afl. | Jaar  | Presentatie van De Grote Show                                                                               | Presentatie van Songfestival         |
| ---- | ----- | --- | ------------------------------------ |
| 1    | 1980  | Willem Nijholt                                                                                              |                                      |
| 2    | 1981  | Willem Nijholt                                                                                              |                                      |
| 3    | 1982  | Leoni Jansen                                                                                                |                                      |
| 4    | 1983  | Willem Ruis                                                                                                 |                                      |
| 5    | 1984  | Willem Ruis                                                                                                 |                                      |
| 6    | 1985  | Edwin Rutten en Ati Dijckmeester                                                                            |                                      |
| 7    | 1986  | Edwin Rutten en Ati Dijckmeester                                                                            |                                      |
| 8    | 1987  | De kinderen zelf (Ron Brandsteder en Simone Kleinsma)                                                       |                                      |
| 9    | 1988  | Sonja Barend                                                                                                |                                      |
| 10   | 1989  | De kinderen zelf                                                                                            | Hanneke Kappen                       |
| 11   | 1990  | Herman van Veen                                                                                             | Jan Douwe Kroeske en Veerle Keuppens |
| 12   | 1991  | Youp van 't Hek                                                                                             | Bart Peeters                         |
| 13   | 1992  | Sylvia Millecam, Erik van Muiswinkel en Henk Westbroek                                                      | Bart Peeters                         |
| 14   | 1993  | Coen Flink                                                                                                  |                                      |
| 15   | 1994  | Frank Groothof, Willem Ekkel, Jannes Drop, Peter Tuinman, Harry van Rijthoven, Dagmar Grote en Carola Hamer |                                      |
| 16   | 1995  | Paul de Leeuw                                                                                               |                                      |
| 17   | 1996  | Paul de Leeuw                                                                                               |                                      |
| 18   | 1997  | Menno Bentveld                                                                                              |                                      |
| 19   | 1998  | Joep Onderdelinden en Marcel Faber                                                                          |                                      |
| 20   | 1999  | Aldith Hunkar                                                                                               |                                      |
| 21   | 2000  | De apen Zap & Surf (Marscha de Haan en Neel Brands)                                                         | Bert Kranenbarg                      |
| 22   | 2001  | Maud Hawinkels                                                                                              |                                      |
| 23   | 2002  | Klaas van der Eerden                                                                                        |                                      |
| 24   | 2003  | Klaas van der Eerden                                                                                        |                                      |
| 25   | 2004  | Klaas van der Eerden en Claudia de Breij                                                                    |                                      |
| 26   | 2005  | Claudia de Breij (Yes-R, Soesi B, Derenzo en DJ Kesh)                                                       |                                      |
| 27   | 2006  | Jochem Myjer                                                                                                | Menno Bentveld                       |
| 28   | 2007  | Isolde Hallensleben                                                                                         | Céline Purcell                       |
| 29   | 2008  | Jack van Gelder en Ali B. (Kus                                                                              | Milouska Meulens                     |
| 30   | 2009  | Claudia de Breij en Frank Evenblij                                                                          | Brecht van Hulten                    |
| 31   | 2010  | Gino Korsel en Sarah Nauta (KvK 29 en 30)                                                                   | Brecht van Hulten                    |
| 32   | 2011  | Sara Kroos                                                                                                  | Brecht van Hulten en Lex Uiting      |
| 33   | 2012  | Claudia de Breij                                                                                            | Lex Uiting                           |
| 34   | 2013  | Dolores Leeuwin en Lex Uiting                                                                               |                                      |
| 35   | 2014  | Dieuwertje Blok en Lex Uiting                                                                               |                                      |
| 36   | 2015  | Milouska Meulens en Lex Uiting                                                                              |                                      |
| 37   | 2016  | Lex Uiting                                                                                                  |                                      |
| 38   | 2017  | Lex Uiting                                                                                                  |                                      |
| 39   | 2018  | Anne Appelo en Pepijn Gunneweg                                                                              |                                      |
| 40   | 2019  | Anne Appelo en Pepijn Gunneweg                                                                              |                                      |
| 41   | 2020  | Joep Onderdelinden, Plien van Bennekom, Anne Appelo, Kiefer Zwart en Ridder van Kooten                      |                                      |
| 42   | 2021  | Esmée van Kampen, André Dongelmans en Ridder van Kooten                                                     |                                      |
| 43   | 2023* | Jurre Geluk                                                                                                 |                                      |
| 44   | 2023  | Raïsha Zeegelaar                                                                                            |                                      |
| 45   | 2024  | Raïsha Zeegelaar                                                                                            |                                      |

*Vanaf dit deel wordt het album in januari van het jaar na uitkomen op tv gepresenteerd.

## Online
- Sinds 2015 maakt Kinderen voor Kinderen vlogs. De eerste vlog is van de audities van koor 36.
- Naast de vlogs is er nog meer te vinden op het YouTube-kanaal. Zoals dansen met Kelly en/of Olivier (Lucia Marthas) samen met kinderen om je de dansjes aan te leren.
- In 2019 is Ridder van Kooten het team komen versterken; hij werd de presentator van het online gedeelte. Ook presenteert hij in het najaar het programma Kinderen Voor Kinderen Helpt Mee! dat zowel op tv als op YouTube te zien is.

## Bekende Nederlanders
In een aantal liedjes van Kinderen voor Kinderen spelen bekende Nederlanders mee.
Ron Brandsteder en Simone Kleinsma hadden een gastrol in twee liedjes in KvK 8, nl. Goochelaars (beiden) en Moeders wil is wet (alleen Brandsteder, die er kort in meezingt). Edwin Rutten speelde o.a in de clipjes van Ochtendhumeur en Ik ben toch zeker Sinterklaas niet (waarin hij ook rapt). Sylvia Millecam was te zien in de clips van In Vuur en Vlam, De tafel van dertien, Ik ben altijd alles kwijt en Mijn vader is een ster. Erik van Muiswinkel en Henk Westbroek waren in dezelfde clips te zien. Herman van Veen zong op KvK 11 mee in Onderweg en Naar Bed. Youp van 't Hek zong mee in Alles is te koop op KvK 12. Toon Hermans speelde een (bescheiden) rol in het lied Mijn vader is een clown in de televisie-uitzending van KvK 12. Hij schreef ook de muziek en tekst van dit nummer. Ook deed hij mee op het liedje Ik hou van je zonder franje, wat te vinden is op de cd van KvK 17. Paul de Leeuw zong op KvK 16 zelf het lied Honderd hobby's, met het koor op de achtergrond. Johnny de Mol speelde en zong mee in de single-versie van Waarom moet ik gaan? van KvK 36. Deze versie van dit nummer is echter niet op cd 36 te vinden.

## Muziekproducenten
- Henk Westrus (KvK 1 t/m 9)
- Jules de Corte (o.a. KvK 8 en 9)
- Ruud Bos (KvK 10)
- Henk Temming (KvK 11, 23 en 24)
- Sander van Herk (KvK 11 en 24)
- Jan Rietman (KvK 12 t/m 15)
- John van Eijk (KvK 16)
- Edwin Schimscheimer (KvK 17 en 18)
- Bob Schimscheimer (KvK 17)
- René Meister (KvK 19)
- Ton Scherpenzeel (KvK 20 t/m 22)
- Fluitsma & Van Tijn (KvK 25 t/m 31)
- Tjeerd Oosterhuis (KvK 32 t/m 42)
- Willem Laseroms (Kvk 43 - heden)

## Koordirectie
- Majel Lustenhouwer (KvK 1 t/m 25)
- Meindert Bosklopper (KvK 11)
- Babette Labeij (KvK 26 t/m 31)
- Jorge Verkroost (KvK 32 t/m 36)
- Michiel Rozendal (KvK 37 - heden)

## Producenten / eindredactie
- Mieps Sluijs (KvK 1 t/m 4)
- Cock Lakerveld (KvK 5 en 6)
- Hans Peters (KvK 8 en 9)
- Aleid Smid (KvK 10 t/m 13)
- Heleen Ter Burg (KvK 14 t/m 17)
- Edlef Heeling (KvK 20 t/m 24)
- Julia Wolff (KvK 26)
- Desiree Derrez (KvK 22 t/m 38)
- Florence van Duijvendijk (KvK 39 - 42)
- Maaike Fijen (KvK 43 - heden)

## Themanummers

### Kinderboekenweek
| Liedje              | Jaar |
| ------------------- | ---- |
| Hallo wereld        | 2012 |
| Klaar voor de start | 2013 |
| Feest               | 2014 |
| Raar maar waar      | 2015 |
| Voor altijd jong!   | 2016 |
| Gruwelijk eng       | 2017 |
| Kom erbij!          | 2018 |
| Reis mee!           | 2019 |
| En toen             | 2020 |
| Worden wat je wil   | 2021 |
| Gi-ga-groen         | 2022 |
| Bij mij thuis       | 2023 |
| Lekker eigenwijs    | 2024 |

### Koningsspelen
| Liedje            | Jaar |
| ----------------- | ---- |
| Bewegen is gezond | 2013 |
| Doe de kanga      | 2014 |
| Energie           | 2015 |
| Hupsakee          | 2016 |
| Okido             | 2017 |
| Fitlala           | 2018 |
| Pasapas           | 2019 |
| Hand in Hand      | 2020 |
| Zij aan zij       | 2021 |
| FitTop10          | 2022 |
| ZiggZagg          | 2023 |
| Daba Die Daba Daa | 2024 |
| Baila Bailala     | 2025 |

## Danskinderen van Lucia Marthas Dansacademie Amsterdam
Sinds 1999 verzorgt Lucia Marthas Institute For Performing Arts (LMIPA) te Amsterdam de choreografie, onder leiding van Lucia Marthas. Bij de jaarlijkse grote KvK-eindshow (in feite de opnames van de dvd) wordt altijd een aantal danskinderen toegevoegd (10-15) aan het zangkoor. Dit zijn leerlingen uit het vooropleidingtraject van LMIPA. Zij volgen wekelijks circa 6-9 uren intensief dansles op deze academie in een mix van ballet, pop/show dans, zang, tap en acrobatiek. Elk jaar wordt er een aantal leerlingen uit deze vooropleiding geselecteerd om te dansen in de grote eindshow van VARA's Kinderen voor Kinderen. Dit wordt door de dansacademie gezien als een praktijkstage. Deze jeugdige dansers hebben niet meegewerkt aan de cd-opname die elk jaar uitkomt en behoren dus niet tot het Kinderen voor Kinderen-koor. Ze doen wel met alle activiteiten mee behalve het inzingen, dus ze maken wel deel uit van Kinderen voor Kinderen, alleen niet van het koor.
Ieder jaar organiseert BNNVARA audities voor Kinderen voor Kinderen. De audities bestaan uit 2 voorrondes en wordt afgesloten met een workshopweekend. Ieder jaar doen duizenden kinderen audities. Alleen de allerbeste kinderen worden uiteindelijk geselecteerd voor het Koor. Naast zangtalent en aanleg voor dansen, let de jury ook op de samenstelling van de groep.

## Bekend geworden KvK-zangers
Hieronder een lijst van toenmalige kinderen die na hun KvK-tijdperk bekend zijn geworden.
- Demi van den Bos (zangeres van UNITY)
- Holly Mae Brood (actrice en presentatrice)
- Iason Chronis (Mason, diskjockey)
- Iwana Chronis (actrice)
- Sarah Chronis (actrice)
- Tara Hetharia (actrice, zangeres en danseres)
- Meau Hewitt (MEAU, singer-songwriter)
- Elise van der Horst (EliZe, zangeres)
- Mandy Huydts (zangeres van Frizzle Sizzle)
- Marjon Keller (zangeres van Frizzle Sizzle, voice-over)
- Iris van Kempen (zangeres van XYP)
- Levi van Kempen (acteur, presentator en zanger)
- Giovanni Kemper (danser, acteur en zanger)
- Annechien Koerselman (toneelregisseur)
- Sterre Koning (zangeres van Kisses (Junior Songfestival 2016) en actrice)
- Samuel Leijten (jonge Ciske in de musical Ciske de Rat en zanger van B-Brave)
- Stefania Liberakakis (zangeres van Kisses (Junior Songfestival 2016), deelneemster Songfestival 2020 en 2021, actrice en presentatrice)
- Lizemijn Libgott (stemactrice)
- Jayda Monteiro da Silva (zangeres van UNITY)
- Julia Nauta (zangeres en actrice)
- Sarah Nauta (zangeres en actrice)
- Anita Nederlof (actrice en nieuwslezeres)
- Elvira Out (actrice)
- Anne Rats (actrice)
- Daniël Samkalden (kleinkunstenaar/theatermaker)
- Niels Schlimback (zanger van FOURCE)
- Daan Speelman (cabaretier van duo Speelman en Speelman)
- June te Spenke (Made in June, diskjockey)
- Ferry van der Veer (Kelly van der Veer)
- Karin Vlasblom (zangeres van Frizzle Sizzle)
- Laura Vlasblom (zangeres van Frizzle Sizzle en actrice)
- Kaj van der Voort (jonge Ciske in de musical Ciske de Rat en zanger van B-Brave)
- Mylène Waalewijn (zangeres van duo Mylène & Rosanne (Junior Songfestival 2013), actrice en presentatrice)
- Rosanne Waalewijn (zangeres van duo Mylène & Rosanne (Junior Songfestival 2013), actrice en presentatrice)
- Mark van der Werf (journalist en schrijver)

## Kinderen voor Kinderen in andere landen
In Duitsland was er ook een Kinderen voor Kinderen. Het programma werd daar Kinder für Kinder genoemd en was voor het eerst te zien op de Duitse televisie in 1993. Het programma werd gepresenteerd door Linda de Mol en bestond vooral uit liedjes die vertaald werden van de Nederlandse Kinderen voor Kinderen zoals Ich hab' so wahnsinnig geträumt (Ik heb zo waanzinnig gedroomd), Auf 'ner eigenen Insel (Op een onbewoond eiland), Verliebt in den Lehrer (Verliefd op de meester) en Melodie im Kopf (Wakker met een wijsje). De productie van de Duitse versie lag bij RTL en de opbrengst van de cd-verkoop ging naar Unicef. De cd werd pas in 1994 gelanceerd en na een jaar kwam er geen vervolg.

## Trivia
- De oorspronkelijke eerste uitzending van sinterklaasavond 1980 was live en is niet bewaard gebleven. De uitzending in maart 1981 was geen herhaling, maar het complete programma werd nogmaals opgevoerd. Deze versie is wel bewaard in het archief. Willem Nijholt zegt daarin ook aan het begin, dat het de liedjes zijn van afgelopen pakjesavond.
- In 1984 zorgde het lied Sluit je aan voor hevige onrust onder de Nederlandse slagers. In het lied werd opgeroepen om geen vlees meer te eten, wat bij de slagersbranche in het verkeerde keelgat schoot. Men heeft zelfs gedreigd om naar de studio te komen om de uitzending te verstoren. Saillant detail was dat een slagersdochter een van de kinderen was die gekozen had om een nummer te zingen met dit thema.
- In 1987 zou Freek de Jonge de 8e editie van Kinderen voor Kinderen presenteren, maar op het laatste moment besloot de VARA toch dat De Jonge niet geschikt zou zijn voor het programma, omdat hij oudere kijkers zou kunnen afschrikken en de verkoop van de lp zou doen dalen. Men besloot hem zijn honorarium wel uit te betalen, maar de aflevering te laten presenteren door Veronicacoryfee Peter Jan Rens. Nadat VARA-voorzitter Marcel van Dam dit bekendmaakte tijdens de presentatie van de winterprogrammering, nam de De Jonge het woord en gaf hij aan het niet eens te zijn met dit besluit en het te zullen aanvechten.[9] Nadat producent Hans Peters het opnam voor De Jonge werd ook hij op non-actief gezet. Hierop legden ook regisseur Bob Rooyens en choreograaf Barrie Stevens het werk neer. Het koor, waarin ook de zoon van Freek de Jonge zong, kwam hierop in verzet tegen de VARA-directie met een handtekeningenactie en een demonstratie voor het VARA-gebouw, die breed werd uitgemeten door het Jeugdjournaal.[10] Nadat Peter Jan Rens na alle commotie afzag van de presentatie, werd besloten dat de kinderen zelf de presentatie ter hand zouden nemen. Enkele dagen na het gerezen conflict ontsloeg de VARA tv-directeur Maurice Koopman, die zij verantwoordelijk hielden voor de ophef. Freek de Jonge schonk zijn honorarium aan een goed doel.[11]
- In 1998 deed Anne Rats (actrice, bekend van Otje) mee aan het VARA Kindersongfestival met Allemaal kabaal, waarmee ze de derde plaats behaalde tijdens de televisie-uitzending van de landelijke finale hiervan.
- In 2002 werd het liedje Tim (hij is het helemaal) opnieuw opgenomen. Eerst was de titel Pim, maar dit vond men ongepast na de moord op Pim Fortuyn in datzelfde jaar.
- In 2009 stelde de PVV Kamervragen over het lied Baklava of Rijstevla uit 1993. In het refrein komt de zin Allahoe akbar (betekenis: God is groot) voor, een zin die onderdeel uitmaakt van het islamitisch gebed, maar ook vaak door moslimextremisten als strijdkreet wordt gebruikt. De PVV vond dat niet kunnen en zei dat men van publiek geld geen 'indoctrinerende' liedjes voor kinderen moet schrijven. De term komt 27 keer in het nummer voor. Het lied werd geschreven door Anty Bosch en Hans van Eyck.
- In datzelfde jaar vierde Kinderen voor Kinderen de dertigste editie. De VARA zond op 7 november een jubileumuitzending uit, waarbij de grootste KvK-klassieker werd gekozen. Dit werd Op een onbewoond eiland gezongen door Dagmar Brusse en Bennie Ploeg, met muziek van Tonny Eyk en tekst van Herman Pieter de Boer. Andere genomineerden waren Wakker met een wijsje en Ik heb zo wa-wa-wa-waanzinnig gedroomd.
- In 2010, op album 31, werd voor het eerst een Engelstalig lied opgenomen. Het lied heeft de titel Children Now.
- In november 2012 bereikte deel 33 de eerste plaats van de Album Top 100, 28 jaar na de laatste nummer 1-notering voor een KvK-album, deel 4. Alleen Bob Dylan en The Beatles hebben langer moeten wachten op een nieuw nummer 1-album, respectievelijk 40 en 30 jaar.